# 強渡大渡河遺址
红军强渡大渡河遗址位於四川省石棉縣安順場，文物遺址年代判定為1935年。1980年7月7日列為四川省重新確定公布的第一批省級文物保護單位，包括安順場渡口及指揮所。2006年5月25日公佈為第六批全國重點文物保護單位，歸入第一批全國重點文物保護單位瀘定橋。